# Talheim
Talheim es un municipio alemán perteneciente al distrito de Tuttlingen, en el estado federado de Baden-Wurtemberg.

## Puntos de interés
- Museo local en la casa natal del poeta Max Schneckenburger[2]